# Metal Nobre (banda)
Metal Nobre é uma banda brasileira de rock e metal cristão formada em Taguatinga, no Distrito Federal, nascida com membros de diversas igrejas evangélicas do Distrito Federal, em 1997, foi fundada por JT, Kenny Gouveia, Pedro Pantoja e Maurício Barbosa. 
A banda é herdeira de outra, JT e Banda, cujos músicos, antes da primeira gravação, optaram por mudar de nome. Em 1999 lançou o álbum Revelação, e aos poucos se tornou uma das principais bandas do rock cristão no Brasil.
Em 2012, o grupo lançou o projeto Made in Brazil. Por meio do álbum, o grupo foi indicado ao Troféu Promessas nas categorias de Melhor Grupo e Melhor DVD.

## Integrantes
Formação atual
- JT - vocalista, membro fundador e autor da maioria das canções (1997-atualmente)
- Leonel Valdez - guitarrista (2000-2003; 2007-2015; 2022-atualmente)
- Kenney Gouveia - baixista (1997-2002; 2015-atualmente)
- Adriel Sorriso - baterista (1998-2015; 2022-atualmente)
- Hirion Jr. - tecladista (havia entrado em 2002 para um apoio nas baladas da banda.)

Ex-integrantes
- Wellington - guitarrista (1997)
- Eudes - baterista (1997)
- Pedro Pantoja - guitarrista (1997-2000; 2003-2007; 2017-2020)
- Pérycles Muniz - baterista (?)
- Maurício Barbosa - baterista (1997-1998; 2015-2020)
- Dídio Correa - baterista (? -2015)
- Daniel Gomes de Paiva - baixista (2002-200?)
- Daniel Ulisses - baixista (200?-2015?)
- Luís Cláudio - baterista (2007-20?) (foi roadie por sete anos.)

## Discografia
- 1998: Metal Nobre
- 1999: Revelação
- 2001: Metal Nobre III
- 2002: Nas Mãos do Senhor
- 2005: Ao Teu Lado
- 2008: Alta Voltagem
- 2012: Made in Brazil